# Partei kraft Amtes
Die Partei kraft Amtes führt im Wege der gesetzlichen Prozessstandschaft im eigenen Namen einen Prozess über ein fremdes Recht. Als Parteien kraft Amtes fungieren der Nachlassverwalter (§§ 1981 ff. BGB), der Testamentsvollstrecker (§ 2197 BGB) sowie der Insolvenzverwalter (§§ 56 ff. Insolvenzordnung), außerdem der Pfändungspfandrechtsgläubiger. Rechtsinhaber ist in den beiden ersten Fällen der Erbe, im dritten Fall der Insolvenzschuldner und im vierten Fall der Verpfänder.
Die Prozesskostenhilfe für eine Partei kraft Amtes ist in § 116 Zivilprozessordnung (ZPO) geregelt. Diese wird der Partei kraft Amtes auf Antrag gewährt, wenn "die Kosten aus der verwalteten Vermögensmasse nicht aufgebracht werden können und den am Gegenstand des Rechtsstreits wirtschaftlich Beteiligten nicht zuzumuten ist, die Kosten aufzubringen".

## Ausgewählte Urteile zur Partei kraft Amtes
- OLG Düsseldorf vom 22.02.2012, I-15 U 130/11
- OLG Frankfurt vom 25.01.2007, 27 U 3/02
- LSG Niedersachsen-Bremen – Beschluss vom 10.02.2009, L 7 B 31/07 AL